# Nokia 3109
Nokia 3109 classic - produkt firmy Nokia. Telefon komórkowy posiadający funkcje GPRS, MMS, Bluetooth (w tym a2dp), Java oraz dzwonki polifoniczne. Jego bateria ma pojemność 1020 mAh. Książka adresowa mieści 2000 pozycji. Aparat ma także dyktafon, odtwarzacz mp3 i system głośnomówiący. W zasadzie telefon ma identyczną funkcjonalność, co Nokia 3110 classic, ale model 3109 nie posiada aparatu fotograficznego.